# 5-Aminotetrazol

Az 5-aminotetrazol szerves vegyület, képlete HN4CNH2. Fehér szilárd anyag, vízmentes és hidratált formában egyaránt előállítható.
Molekulája síkalkatú. A hidrátban lévő hidrogénkötési mintázat alátámasztja, hogy az NH csoport a gyűrű szenével szomszédos helyzetben található.

## Előállítása
Az aminoguanidin salétromossavas kezelésével történő előállításáról Johannes Thiele számolt be 1892-ben. A vegyület pontos szerkezetét akkor még nem tudták, de az ismert volt, hogy vizes oldatban előállítva monohidrátként kristályosodik.
A helyes szerkezeti képletet 1901-ben Arthur Hantzsch tette közzé, aki ciánamid és hidrogén-azid reakciójával állította elő.
A problémás hidrogén-azid közvetlen kezelésének elkerülése érdekében nátrium-azid és sósav keveréke is használható, a monohidrát hozama ekkor 73%-os.
Egy sokkal hatékonyabb és szabályozhatóbb, egy edényes szintézis során a ciánamidot hidrazin-hidrokloriddal reagáltatva aminoguanidin-hidrokloridot kapnak, amelyet ezután diazotálnak, mint Thiele eredeti eljárásában. A savasság csökkentéséhez ammóniát vagy nátrium-hidroxidot adnak az elegyhez, majd melegítéssel gyűrűzárási reakcióban nyerik a vízmentes termék 74%-os hozammal.

## Felhasználása
A heterociklusos kémiában főként számos sokkomponensű reakció szintonjaként használják.
A vegyület nitrogéntartalma különösen magas, 80%. Részben emiatt hajlamos a nitrogéngázra (N2) történő bomlásra. Széles körben vizsgálták olyan gázfejlesztő rendszerekhez, mint a légzsákok és a habosító anyagok.

## Fordítás
Ez a szócikk részben vagy egészben  a(z)   5-Aminotetrazole című angol Wikipédia-szócikk ezen változatának fordításán alapul.  Az eredeti cikk szerkesztőit annak laptörténete sorolja fel. Ez a jelzés csupán a megfogalmazás eredetét és a szerzői jogokat jelzi, nem szolgál a cikkben szereplő információk forrásmegjelöléseként.